# Caleres
Caleres Inc. (vormals Brown Shoe Company) ist ein US-amerikanischer Hersteller von Schuhen.
Das börsennotierte Unternehmen mit rund 9200 Beschäftigten (Stand 2022) betreibt mehr als 1200 Schuhgeschäfte der Marken Famous Footwear und Naturalizer in den USA, in Kanada sowie China. Hauptsitz der Gesellschaft ist St. Louis, Missouri. Der Konzern entwirft, produziert und vermarktet über mehrere Vertriebskanäle Schuhe von mehr als einem Dutzend Marken. Parallel zu Filialen und Großhandel vertreibt Caleres modische und gesundheitsbewusste Fußbekleidung über Websites. Zielsegmente sind der Gesundheits-, Mode- und Familienmarkt. Der Umsatz lag 2022 bei 2,8 Milliarden US-Dollar.